# 크리스탈 실바
크리스탈 실바(Kristal Silva, 1991년 12월 26일 ~ )는 멕시코의 모델이다. 2016 미스 멕시코 우승자이며 2013 미스 어스, 2016 미스 유니버스에서 멕시코 대표로 참가했다.